# Peyron (rivière)
Pour les articles homonymes, voir Peyron.
Le Peyron est une rivière française du département Alpes-Maritimes, en région Provence-Alpes-Côte d'Azur, sur la seule commune de Gréolières, et un petit affluent gauche du fleuve côtier le Loup.

## Géographie
De 7,3 kilomètres de longueur, le Peyron prend sa source sur la commune de Gréolières, à 1 220 mètres d'altitude au lieu-dit les Thermes de Thorenc, dans la forêt domaniale de Bas Thorenc, à l'ouest de l'Auspélière (1 278 m).
Il coule globalement du nord-ouest vers le sud-est, juste au sud du Pic de Fourneuby (1 067 m).
Il conflue en rive gauche du Loup sur la commune de Gréolières, à 707 mètres d'altitude.

### Communes et canton traversés
Dans le seul département des Alpes-Maritimes, le Peyron traverse une seule commune et un seul canton dans l'arrondissement de Grasse dans le canton de Coursegoules, Gréolières source et confluence, dans l'intercommunalité communauté d'agglomération Sophia Antipolis.

### Bassin versant
La superficie du bassin versant « Le Loup » (Y561) est de 264 km2,. Le bassin versant est constitué à 83,22 % de « forêts et milieux semi-naturels », à 10,82 % de « territoires artificialisés », à 6,23 % de « territoires agricoles ».
Les cours d'eau voisins sont la Gironde au nord-ouest, au nord et au nord-est, le Bouyon à l'est, le Loup au sud-est, au sud et au sud-ouest, la Lane à l'ouest,.

### Organisme gestionnaire
Le SIVL ou Syndicat Intercommunal de la Vallée du Loup n'est plus l'organisme gestionnaire. 
L'organisme gestionnaire est le SMIAGE ou Syndicat Mixte Inondations, Aménagements et Gestion de l'Eau maralpin, créé en le 1er janvier 2017 , et s'occupe désormais de la gestion des bassins versants côtiers des Alpes-Maritimes, en particulier de celui du fleuve le Var. Celui-ci « a été reconnu comme EPTB, avec les félicitations du jury, lors de la séance du comité de bassin de l’Agence l’eau Rhône-Méditerranée-Corse du vendredi 22 juin 2018 car il porte à la fois des politiques liées à la prévention du risque inondation et la gestion des milieux aquatiques »,.

## Affluents
Le Peyron a un seul affluent référencé :
- le vallon du Cougnet (rd[note 2]), 1,7 km, sur la seule commune de Gréolières.

### Rang de Strahler
Le rang de Strahler du Peyron est donc de deux par le vallon du Cougnet.

## Hydrologie
Son régime hydrologique est dit pluvial méridional.